# الدوري السويدي الممتاز 2003
الدوري السويدي الممتاز 2003 (بالسويدية: Fotbollsallsvenskan 2003) هو الموسم 79 من  الدوري السويدي الممتاز. أشرف على تنظيمه اتحاد السويد لكرة القدم، وكان عدد الأندية المشاركة فيه  14، وفاز فيه نادي يورغوردينس.